# 288-я истребительная авиационная дивизия
288-я истребительная авиационная Павлоградско-Венская Краснознамённая ордена Суворова диви́зия (288-я иад) — соединение Военно-Воздушных сил (ВВС) Вооружённых Сил РККА, принимавшее участие в боевых действиях Великой Отечественной войны, переданная после распада СССР в состав ВВС Украины.

## Наименования дивизии
- 288-я истребительная авиационная дивизия;
- 288-я истребительная авиационная Павлоградская дивизия;
- 288-я истребительная авиационная Павлоградская Краснознамённая дивизия;
- 288-я истребительная авиационная Павлоградская Краснознамённая ордена Суворова дивизия;
- 288-я истребительная авиационная Павлоградско-Венская Краснознамённая ордена Суворова дивизия;
- 138-я истребительная авиационная Павлоградско-Венская Краснознамённая ордена Суворова дивизия;
- Войсковая часть (Полевая почта) 78587.

## Создание дивизии
288-я истребительная авиационная дивизия начала своё формирование на Брянском фронте в составе 1-й истребительной авиационной армии и окончательно сформирована к 6 июля 1942 года на основании Приказа НКО СССР.

## Переформирование дивизии
- 288-я истребительная авиационная Павлоградско-Венская Краснознамённая ордена Суворова дивизия на основании Директивы Генерального штаба ВС СССР[2] 20.02.1949 года переименована в 138-ю истребительную авиационную Павлоградско-Венскую Краснознамённую ордена Суворова дивизию.
- 138-я истребительная авиационная Павлоградско-Венская Краснознамённая ордена Суворова дивизия в связи с распадом СССР 1 января 1992 года передана в состав ВВС Украины.

## В действующей армии
В составе действующей армии:
- с 6 июля 1942 года по 31 июля 1942 года,
- с 21 августа 1942 года по 23 марта 1943 года,
- с 31 мая 1943 года по 9 мая 1945 года.

## Командование дивизии

### Командир дивизии
| Звание                           | Имя                            | Период                  | Примечание                 |
| -------------------------------- | ------------------------------ | ----------------------- | -------------------------- |
| Полковник                        | Коновалов Сергей Филиппович    | 01.07.1942 — 18.02.1943 | погиб 18 февраля 1943 года |
| Полковник, генерал-майор авиации | Смирнов Борис Александрович    | 19.02.1943 — 02.1946    |                            |
| генерал-майор авиации            | Татанашвили Евстафий Захарович | 02.1946 — 04.1948       |                            |
| Полковник                        | Шатилин Фёдор Семёнович        | 01.05.1946 — 01.10.1948 |                            |
| Полковник                        | Крюков Павел Павлович          | 08.1948 — 02.1950       |                            |

#### Военный комиссар
- подполковник, полковник С. А. Вьюгин

#### Начальник штаба
- подполковник Б. П. Колошин

## В составе объединений
| Дата          | Фронт (округ)                               | Армия                                | Корпус                                            | Примечания                    |
| ------------- | ------------------------------------------- | ------------------------------------ | ------------------------------------------------- | ----------------------------- |
| 01.07.1942 г. | Брянский фронт                              | 1-я истребительная авиационная армия | -                                                 | -                             |
| 06.07.1942 г. | Брянский фронт                              | 2-я воздушная армия                  | -                                                 | -                             |
| 09.07.1942 г. | Воронежский фронт                           | 2-я воздушная армия                  | -                                                 | -                             |
| 31.07.1942 г. | Резерв Ставки Верховного Главнокомандования | 1-я истребительная авиационная армия | -                                                 | -                             |
| 21.08.1942 г. | Сталинградский фронт                        | 8-я воздушная армия                  | -                                                 | -                             |
| 23.10.1942 г. | Юго-Западный фронт                          | ВВС Юго-Западного фронта             | 1-й смешанный авиационный корпус                  | -                             |
| 15.11.1942 г. | Юго-Западный фронт                          | 17-я воздушная армия                 | 1-й смешанный авиационный корпус                  | -                             |
| 23.03.1943 г. | Резерв Ставки Верховного Главнокомандования | -                                    | 10-й смешанный авиационный корпус                 | -                             |
| 31.05.1943 г. | Юго-Западный фронт                          | 17-я воздушная армия                 | 1-й смешанный авиационный корпус                  | -                             |
| 20.10.1943 г. | 3-й Украинский фронт                        | 17-я воздушная армия                 | 1-й смешанный авиационный корпус                  | -                             |
| 28.05.1944 г. | 3-й Украинский фронт                        | 17-я воздушная армия                 | -                                                 | -                             |
| 09.05.1945 г. | 3-й Украинский фронт                        | 17-я воздушная армия                 | -                                                 | -                             |
| 10.06.1945 г. | Южная группа войск                          | 17-я воздушная армия                 | -                                                 | -                             |
| 05.12.1945 г. | Южная группа войск                          | 17-я воздушная армия                 | 3-й гвардейский истребительный авиационный корпус | -                             |
| 01.10.1947 г. | Киевский военный округ                      | 17-я воздушная армия                 | -                                                 | -                             |
| 20.02.1949 г. | Киевский военный округ                      | 69-я воздушная армия                 | -                                                 | переименована                 |
| 01.04.1964 г. | Киевский военный округ                      | ВВС Киевского военного округа        | -                                                 | -                             |
| 04.04.1968 г. | Киевский военный округ                      | 69-я воздушная армия                 | -                                                 | -                             |
| 24.03.1972 г. | Киевский военный округ                      | 17-я воздушная армия                 | -                                                 | -                             |
| 01.06.1980 г. | Киевский военный округ                      | 24-я воздушная армия ВГК             | -                                                 | -                             |
| 01.01.1992 г. | Киевский военный округ                      | 24-я воздушная армия ВГК             | -                                                 | передана в состав ВВС Украины |

## Части и отдельные подразделения дивизии
За весь период своего существования боевой состав дивизии претерпевал изменения, в различное время в её состав входили полки:
| Период                        | Части                                 | Примечание                                           |
| ----------------------------- | ------------------------------------- | ---------------------------------------------------- |
| 04.07.1942 г. — 27.07.1942 г. | 721-й истребительный авиационный полк | Передан в состав 286-й иад.                          |
| 05.07.1942 г. — 12.08.1942 г. | 292-й истребительный авиационный полк | Убыл в состав ВВС МВО                                |
| 05.07.1942 г. — 31.07.1942 г. | 753-й истребительный авиационный полк | Убыл в состав ВВС МВО                                |
| 06.07.1942 г. — 09.07.1942 г. | 508-й истребительный авиационный полк | Передан в состав 205-й иад.                          |
| 29.07.1942 г. — 12.08.1942 г. | 831-й истребительный авиационный полк | Расформирован                                        |
| 14.08.1942 г. — 09.09.1942 г. | 900-й истребительный авиационный полк | Убыл в 5-ю запасную авиационную бригаду.             |
| 20.08.1942 г. — 23.10.1942 г. | 4-й истребительный авиационный полк   | Передан в состав 226-й сад                           |
| 20.08.1942 г. — 09.09.1942 г. | 287-й истребительный авиационный полк | Убыл в 19-й запасной истребительный авиационный полк |
| 22.08.1942 г. — 07.09.1942 г. | 12-й истребительный авиационный полк  | Убыл в 19-й запасной истребительный авиационный полк |
| 05.09.1942 г. — 12.10.1942 г. | 274-й истребительный авиационный полк | Передан в состав 226-й сад                           |
| 12.09.1942 г. — 01.11.1942 г. | 483-й истребительный авиационный полк | Передан в состав 336-й иад                           |
| 01.10.1942 г. — 07.10.1942 г. | 2-й истребительный авиационный полк   | Убыл в 8-й запасной истребительный авиационный полк  |
| 27.10.1942 г. — 10.01.1949 г. | 659-й истребительный авиационный полк | переименован в 831-й истребительный авиационный полк |
| 10.01.1949 г. — 01.01.1992 г. | 831-й истребительный авиационный полк | передан в состав ВВС Украины                         |
| 27.10.1942 г. — 18.08.1960 г. | 866-й истребительный авиационный полк | расформирован                                        |
| 27.10.1942 г. — 20.02.1949 г. | 897-й истребительный авиационный полк | переименован в 974-й истребительный авиационный полк |
| 20.02.1949 г. — 02.03.1959 г. | 974-й истребительный авиационный полк | расформирован                                        |
| 19.09.1944 г. — 05.05.1947 г. | 611-й истребительный авиационный полк | расформирован                                        |
| 1982 г. — 05.05.1986 г.       | 894-й истребительный авиационный полк | убыл в 28-й корпус ПВО                               |

| - 611-й истребительный авиационный полк - 659-й истребительный авиационный полк - 866-й истребительный авиационный полк - 897-й истребительный авиационный полк |

| - 831-й истребительный авиационный полк - 866-й истребительный авиационный полк - 974-й истребительный авиационный полк |

| - 831-й истребительный авиационный полк - 866-й истребительный авиационный полк |

| - 831-й истребительный авиационный полк - 190-й истребительный авиационный полк |

| - 831-й истребительный авиационный полк (Миргород (Полтавская область)) - 190-й истребительный авиационный полк (Канатово (Кировоград)) - 168-й истребительный авиационный полк (Староконстантинов (Хмельницкая область)) - 894-й истребительный авиационный полк (в составе дивизии в 1982 - 1986 гг.) |

| - 831-й истребительный авиационный полк (Миргород (Полтавская область)) - 168-й истребительный авиационный полк (Староконстантинов (Хмельницкая область)) - 85-й гвардейский истребительный авиационный полк (в составе дивизии с 15.07.1991 г. слит со 168-м иап) |

## Участие в операциях и битвах

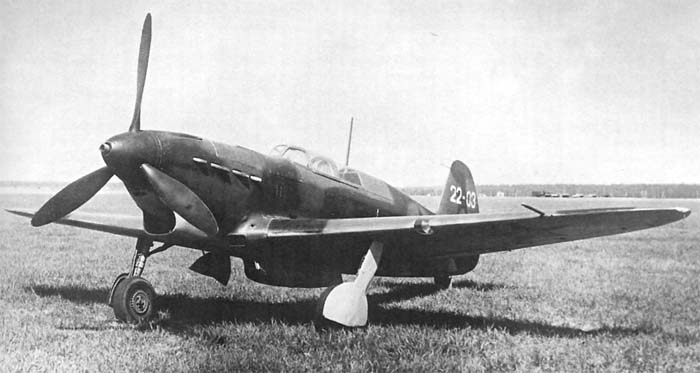
Истребитель Як-7

- Воронежско-Ворошиловградская операция — с 6 июля 1942 года по 24 июля 1942 года.
- Сталинградская битва[4] — с 19 ноября 1942 года по 2 февраля 1943 года.
- Среднедонская операция[4] — с 16 декабря 1942 года по 30 декабря 1942 года.
- Ворошиловградская операция «Скачок»[4] — с 29 января 1943 года по 18 февраля 1943 года.
- Курская битва — с 5 июля 1943 года по 12 июля 1943 года.
- Изюм-Барвенковская наступательная операция[4] — с 17 июля 1943 года по 27 июля 1943 года.
- Белгородско-Харьковская операция — с 3 августа 1943 года по 23 августа 1943 года.
- Донбасская операция — с 13 августа 1943 года по 22 сентября 1943 года.
- Запорожская операция[4] — с 10 октября 1943 года по 14 октября 1943 года.
- Днепропетровская операция[4] — с 23 октября 1943 года по 5 ноября 1943 года.
- Никопольско-Криворожская наступательная операция[4] — с 30 января 1944 года по 29 февраля 1944 года.
- Березнеговато-Снигиревская операция — с 6 марта 1944 года по 18 марта 1944 года.
- Одесская наступательная операция[4] — с 23 марта 1944 года по 14 апреля 1944 года.
- Ясско-Кишинёвская операция[4] — с 20 августа 1944 года по 29 августа 1944 года.
- Белградская операция — с 28 сентября 1944 года по 20 октября 1944 года.
- Будапештская операция[4] — с 29 октября 1944 года по 13 февраля 1945 года.
- Балатонская оборонительная операция[4] — с 6 марта 1945 года по 15 марта 1945 года.
- Венская наступательная операция[4] — с 16 марта 1945 года по 15 апреля 1945 года.

В ноябре 1944 года в боях над Сербией группа лётчиков 866-го истребительного авиационного полка приняла участие в воздушном бою с американскими лётчиками, которые по ошибке группой в 40 истребителей Lockheed P-38 Lightning (Р-38 «Лайтнинг» начали бомбить нашу колонну и приняли самолёты Як-3 полка за фашистские.

## Почётные наименования

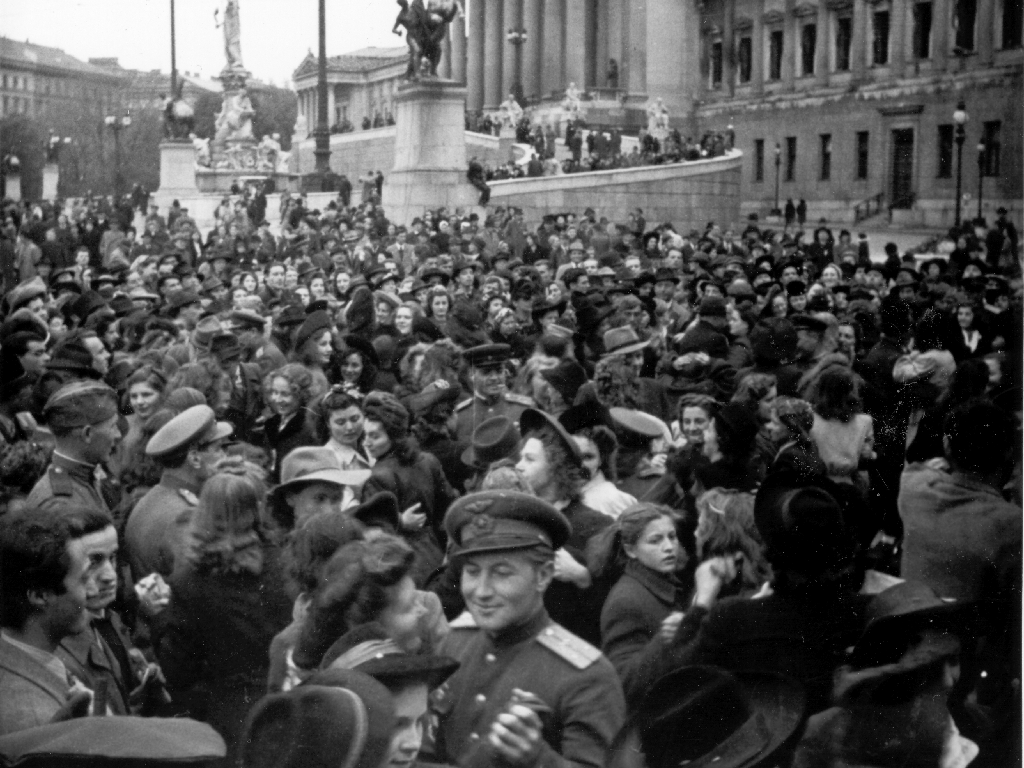
В освобождённой Вене

- 288-й истребительной авиационной дивизии за освобождение от немецких захватчиков городов Новомосковск, Синельниково, Лозовая и Павлоград, показанные образцы боевой выучки и умение маневрировать 23 сентября 1943 года присвоено почётное наименование «Павлоградская»[6].
- 288-й Павлоградской Краснознамённой истребительной авиационной дивизии за отличия в боях с немецкими захватчиками и освобождение города Вена 13 апреля 1945 года присвоено почётное наименование «Венская»[7].
- 659-му истребительному авиационному полку 9 сентября 1944 года за отличие в боях с немецкими захватчиками за овладение городами Измаил и Галац присвоено почётное наименование «Галацкий»[8].
- 866-му истребительному авиационному полку 9 сентября 1944 года за отличие в боях с немецкими захватчиками за овладение городами Измаил и Галац присвоено почётное наименование «Измаильский»[8]
- 897-му истребительному авиационному полку 7 сентября 1944 года за отличие в боях при прорыве обороны противника южнее Бендеры и за овладение городом Кишинев присвоено почётное наименование «Кишинёвский»[9]

## Награды
- 288-я истребительная авиационная Павлоградская дивизия за образцовое выполнение боевых заданий командования в боях с гитлеровскими захватчиками у нижнего течения Днепра, за освобождение городов Никополь, Апостолово и проявленные при этом доблесть и мужество Указом Президиума Верховного Совета СССР от 13 февраля 1944 года награждена орденом «Боевого Красного Знамени».
- 288-я истребительная авиационная Павлоградская Краснознамённая дивизия за освобождение города Одесса Указом Президиума Верховного Совета СССР от 20 апреля 1944 года награждена орденом «Суворова II степени».
- 611-й истребительный авиационный Перемышльский ордена Кутузова полк за образцовое выполнение боевых заданий командования в боях с немецкими захватчиками при овладении городами Секешфехервар, Мор, Зирез, Веспрем, Эньинг и проявленные при этом доблесть и мужество Указом Президиума Верховного Совета СССР от 26 апреля 1945 года награждён орденом «Боевого Красного Знамени».
- 659-й истребительный авиационный Галацкий полк за образцовое выполнение боевых заданий командования в боях с немецкими захватчиками при форсировании реки Дунай и прорыве обороны противника и проявленные при этом доблесть и мужество Указом Президиума Верховного Совета СССР от 6 января 1945 года награждён орденом «Кутузова III степени».
- 659-й истребительный авиационный Галацкий ордена Кутузова полк за образцовое выполнение боевых заданий командования в боях с немецкими захватчиками при овладении городом Будапешт и проявленные при этом доблесть и мужество Указом Президиума Верховного Совета СССР от 5 апреля 1945 года награждён орденом «Боевого Красного Знамени».
- 866-й истребительный авиационный Измаильский полк за образцовое выполнение боевых заданий командования в боях с немецкими захватчиками при овладении городами Секешфехервар, Мор, Зирез, Веспрем, Эньинг и проявленные при этом доблесть и мужество Указом Президиума Верховного Совета СССР от 26 апреля 1945 года награждён орденом «Суворова III степени».
- 897-й истребительный авиационный Кишинёвский полк за образцовое выполнение заданий командования в боях с немецкими захватчиками, за овладение городами Браилов и Констанца и проявленные при этом доблесть и мужество Указом Президиума Верховного Совета СССР от 16 сентября 1944 года награждён орденом «Суворова III степени».

## Благодарности Верховного Главнокомандующего
Командир дивизии - полковник Смирнов Борис Александрович 19 раз удостоен благодарности Верховного Главнокомандующего.
Воины дивизии удостоены Благодарностей Верховного Главнокомандующего:

| - За освобождение городов Новомосковск, Синельниково, Лозовая и Павлоград - За прорыв обороны противника южнее Бендер - За овладение городом Галац - За овладение городом Браилов - За освобождение города Белград - За форсирование реки Дунай - За овладение городами Секешфехервар и Бичке - За овладение городом Шопрон - За овладение городом Будапешт - За овладение городами Секешфехервар и Веспрем | - За овладение городами Папа и Девечер - За овладение городами Чорно и Шарвар - За овладение городами Сомбатель, Капувар и Кесег - За овладение городами Вашвар и Керменд - За овладение городом Шопрон - За овладение городом Надьканижа - За овладение Винер-Нойштадтом - За овладение городом Вена - За овладение городом Санкт-Пельтен - За овладение городом Брно |

## Отличившиеся воины дивизии
- Колдунов Александр Иванович, капитан, командир эскадрильи 866-го истребительного авиационного полка 288-й истребительной авиационной дивизии 17-й воздушной армии Указом Президиума Верховного Совета СССР от 23 августа 1945 года удостоен звания дважды Герой Советского Союза. Золотая Звезда № 2/84.
- Дымченко Пётр Леонтьевич, лейтенант, заместитель командира эскадрильи 659-го истребительного авиационного полка 288-й истребительной авиационной дивизии 1-го смешанного авиационного корпуса 8-й воздушной армии Указом Президиума Верховного Совета СССР от 14 февраля 1943 года удостоен звания Герой Советского Союза. Посмертно.
- Чучвага Иван Иванович, капитан, командир эскадрильи 866-го истребительного авиационного полка 288-й истребительной авиационной дивизии 1-го смешанного авиационного корпуса 17-й воздушной армии Указом Президиума Верховного Совета СССР от 24 августа 1943 года удостоен звания Герой Советского Союза. Посмертно.
- Бурназян Сергей Авдеевич, старший лейтенант командир эскадрильи 866-го истребительного авиационного полка 288-й истребительной авиационной дивизии 17-й воздушной армии Указом Президиума Верховного Совета СССР от 2 августа 1944 года удостоен звания Герой Советского Союза. Посмертно.
- Колдунов Александр Иванович, капитан, командир эскадрильи 866-го истребительного авиационного полка 288-й истребительной авиационной дивизии 17-й воздушной армии Указом Президиума Верховного Совета СССР от 2 августа 1944 года удостоен звания Герой Советского Союза. Золотая Звезда № 3464.
- Лозовский Виктор Артемьевич, капитан, командир эскадрильи 897-го истребительного авиационного полка 288-й истребительной авиационной дивизии 17-й воздушной армии Указом Президиума Верховного Совета СССР от 23 февраля 1948 года удостоен звания Герой Советского Союза. Золотая Звезда № 5824.
- Сидоренко Ростислав Иванович, капитан, командир эскадрильи 897-го истребительного авиационного полка 288-й истребительной авиационной дивизии 17-й воздушной армии Указом Президиума Верховного Совета СССР от 2 августа 1944 года удостоен звания Герой Советского Союза. Золотая Звезда № 3467.
- Бондарь Александр Алексеевич, старший лейтенант, заместитель командира эскадрильи 866-го истребительного авиационного полка 288-й истребительной авиационной дивизии 17-й воздушной армии Указом Президиума Верховного Совета СССР от 19 августа 1944 года удостоен звания Герой Советского Союза. Золотая Звезда № 3461.
- Середин Владимир Алексеевич, капитан, штурман 866-го истребительного авиационного полка 288-й истребительной авиационной дивизии 17-й воздушной армии Указом Президиума Верховного Совета СССР от 19 августа 1944 года удостоен звания Герой Советского Союза. Золотая Звезда № 3466.
- Иванов Пётр Михеевич, подполковник, командир 866-го истребительного авиационного полка 288-й истребительной авиационной дивизии 1-го смешанного авиационного корпуса 17-й воздушной армии Указом Президиума Верховного Совета СССР от 26 октября 1944 года удостоен звания Герой Советского Союза. Посмертно.
- Чугунов Виктор Константинович, капитан, командир эскадрильи 897-го истребительного авиационного полка 288-й истребительной авиационной дивизии 17-й воздушной армии Указом Президиума Верховного Совета СССР от 26 октября 1944 года удостоен звания Герой Советского Союза. Золотая Звезда № 2697.
- Меренков Виктор Алексеевич, старший лейтенант, штурман эскадрильи 897-го истребительного авиационного полка 288-й истребительной авиационной дивизии 17-й воздушной армии Указом Президиума Верховного Совета СССР от 23 февраля 1945 года удостоен звания Герой Советского Союза. Золотая Звезда № 4891.
- Барченков Даниил Гаврилович, капитан, командир эскадрильи 897-го истребительного авиационного полка 288-й истребительной авиационной дивизии 17-й воздушной армии Указом Президиума Верховного Совета СССР от 29 июня 1945 года удостоен звания Герой Советского Союза. Золотая Звезда № 6895.
- Микрюков Виталий Васильевич, капитан, заместитель командира эскадрильи 897-го истребительного авиационного полка 288-й истребительной авиационной дивизии 17-й воздушной армии Указом Президиума Верховного Совета СССР от 29 июня 1945 года удостоен звания Герой Советского Союза. Посмертно.
- Батаров Михаил Фёдорович, майор, командир эскадрильи 611-го истребительного авиационного полка 288-й истребительной авиационной дивизии 17-й воздушной армии Указом Президиума Верховного Совета СССР от 18 августа 1945 года удостоен звания Герой Советского Союза. Золотая Звезда № 5455.
- Каравай Павел Петрович, капитан, командир эскадрильи 897-го истребительного авиационного полка 288-й истребительной авиационной дивизии 17-й воздушной армии Указом Президиума Верховного Совета СССР от 18 августа 1945 года удостоен звания Герой Советского Союза. Золотая Звезда № 6889.
- Павловский Илья Михайлович, капитан, заместитель командира эскадрильи — штурман эскадрильи 659-го истребительного авиационного полка 288-й истребительной авиационной дивизии 17-й воздушной армии Указом Президиума Верховного Совета СССР от 18 августа 1945 года удостоен звания Герой Советского Союза. Золотая Звезда № 5451.
- Сурнев Николай Григорьевич, старший лейтенант, заместитель командира эскадрильи 866-го истребительного авиационного полка 288-й истребительной авиационной дивизии 17-й воздушной армии Указом Президиума Верховного Совета СССР от 18 августа 1945 года удостоен звания Герой Советского Союза. Золотая Звезда № 8655.
- Сырцов Дмитрий Дмитриевич, майор, заместитель командира 866-го истребительного авиационного полка 288-й истребительной авиационной дивизии 17-й воздушной армии Указом Президиума Верховного Совета СССР от 18 августа 1945 года удостоен звания Герой Советского Союза. Золотая Звезда № 8084.
- Чурилин Алексей Павлович, майор, командир эскадрильи 611-го истребительного авиационного полка 288-й истребительной авиационной дивизии 17-й воздушной армии Указом Президиума Верховного Совета СССР от 18 августа 1945 года удостоен звания Герой Советского Союза.
- Фролов Александр Павлович, капитан, заместитель командира эскадрильи 659-го истребительного авиационного полка 288-й истребительной авиационной дивизии 17-й воздушной армии Указом Президиума Верховного Совета СССР от 6 мая 1965 года удостоен звания Герой Советского Союза. Золотая Звезда № 10680

## Базирование
| Период            | Аэродромы                |
| ----------------- | ------------------------ |
| 04.1945 — 07.1945 | Мюнхендорф, Австрия      |
| 07.1945 — 1947    | Румыния, Болгария        |
| 1947 — 1977       | Борисполь, СССР          |
| 1977 — 1992       | Миргород, Украинская ССР |

## Память
9 мая 2015 года в Нише был открыт памятник советским воинам, погибшим во время атаки американской авиации. Монумент представляет собой арочную конструкцию из красного гранита весом 38 тонн с двумя колоннами, барельефом и колоколом.